# Perna
Perna es un género de moluscos bivalvos de la familia Mytilidae conocidos vulgarmente como mejillones del Pacífico, verdes, o de Nueva Zelanda.

## Especies
Se reconocen las siguientes especies:
- Perna canalicula
- Perna perna
- Perna viridis